# Проханов, Иван Степанович
Ива́н Степа́нович Проха́нов  (17 (29) апреля 1869 — 6 октября 1935) — российский, советский и эмигрантский религиозный деятель, инженер, поэт, проповедник, богослов, политик. Брат молоканского богослова Александра Проханова, отец ботаника Ярослава Проханова, двоюродный дед писателя Александра Проханова.
Иван Проханов мечтал о «революции Святого Духа», которая преобразит не только религиозную, но и политическую, и экономическую жизнь России и всего мира. Для объединения христиан он инициировал создание межконфессионального Русского евангельского союза. Затем из аморфного движения пашковцев выстроил самостоятельную конфессию — Всероссийский союз евангельских христиан, разработал ей догматическое богословие, организовал «христианский комсомол», написал более 1000 духовных псалмов и создал оригинальную церковно-музыкальную традицию.
Он издавал евангельские журналы, писал книги по богословию и религиозной юриспруденции, учреждал христианские политические партии и открывал школы подготовки церковных служителей. После прихода к власти большевиков Проханов стал идеологом и вдохновителем создания христианских коммун. Личное вмешательство Иосифа Сталина помешало ему реализовать проект советского Города Солнца — Евангельска.
Находясь с 1928 года в эмиграции, он организовал евангельских христиан-эмигрантов в ещё один конфессиональный союз.

## Биография

### Происхождение
Иван Проханов родился 17 апреля 1869 года во Владикавказе. Родители Проханова были молоканами, крестьянами из деревень Копены и Сластуха Аткарского уезда Саратовской губернии. В 1862 году отец, Степан Антонович Проханов, в 20-летнем возрасте вместе с женой, матерью и тёщей перебрался во Владикавказ, спасаясь от религиозных преследований. Впоследствии, когда у Прохановых появились сыновья, бабушки рассказывали им о том, как их подвергали преследованиям за веру, как арестовывали и сажали в тюрьму.
Во Владикавказе Степан Антонович добился материального достатка, приобрел четыре мельницы и землю, стал членом городского совета. В 1875 году он присоединился к группе баптистов, позднее стал пресвитером местной церкви. Переписывался с Василием Пашковым. В 1894 году Степан Антонович вместе с другими баптистами был выслан в Закавказье по обвинению в распространении вредной религиозной пропаганды. Его сын Иван в это время жил в христианской коммуне «Вертоград» в Крыму. В 1899 году Иван посетил отца по месту ссылки — в армянской деревне Гирюсы.
По окончании ссылки Степан Антонович вернулся во Владикавказ. Он умер в 1910 году. Жена пережила его на 22 года и скончалась в возрасте 90 лет 5 августа 1932 года в Москве.

### Юность
В юности Иван вошёл в кружок гимназистов, увлёкшихся трудами философов-пессимистов Шопенгауэра и Гартмана. Под их влиянием он даже задумывался о самоубийстве, однако итогом духовных поисков стало укоренение в христианской вере. В ноябре 1886 года Иван начал посещать ту же общину баптистов, что и отец, а 17 января 1887 года присоединился к общине.
В 1887 году Иван окончил гимназию, в 1888—1893 годах учился на инженера в Технологическом институте Санкт-Петербурга, одновременно активно участвуя в деятельности пашковцев. Так, в 1889 году он вместе с братом Александром начал нелегально издавать свой первый евангельский журнал «Беседа».
По окончании института Иван получил работу помощника директора сахарного завода в Черниговской губернии, в имении Николая Неплюева — основателя Крестовоздвиженского православного трудового братства. Однако из-за разницы в религиозных взглядах с Неплюевым, Иван Проханов вскоре вынужденно оставил эту работу и переехал в Колпино — работать помощником главного инженера Ижорского адмиралтейского завода.
Государственная политика преследования протестантов в России побудила Проханова оставить профессиональную деятельность. В 1894 году он, вместе с евангельским деятелем Германом Фастом, вдовой поэта Некрасова и другими верующими организовал в Крыму христианскую коммуну «Вертоград», где прожил около года.

### Учёба за границей
Под угрозой ареста за религиозную деятельность в 1895 году Проханов нелегально выехал за границу. Здесь на протяжении примерно двух лет он получал богословское образование в баптистском колледже в Бристоле (Англия), а затем конгрегационалистском колледже в Лондоне. Кроме того, он провёл по полгода в Берлинском и Парижском университетах, где также изучал богословие. За время пребывания за рубежом Иван Проханов наладил контакты в среде европейских протестантов.
В 1898 году Проханова пригласили оказать помощь в качестве переводчика большой группе духоборов на острове Кипр. В России духоборы подверглись жестоким преследованиям за пацифистские убеждения, в результате чего значительная их часть организованно эмигрировала в Канаду. В пути большая группа духоборов заболела некоей болезнью, похожей на дизентерию, и была высажена на Кипре. Проханов несколько недель руководил их лагерем, затем заболел сам, а после выздоровления решил вернуться в Россию. Вопреки опасениям за последствия нелегального выезда из России, при возвращении Проханов не был наказан, хотя в первое время над ним установили официальный надзор полиции.

### Служение в России
С момента своего возвращения в Россию в конце 1898 года до 1921 года Проханов работал инженером на полной ставке, занимаясь христианским служением в свободное время. По возвращении Проханов некоторое время жил во Владикавказе, потом нашёл работу по специальности — помощника управляющего железной дорогой Рига — Орёл и перебрался в Ригу. Затем он работал в Рижском политехническом институте, однако в 1901 году по требованию МВД был отчислен с работы как один из лидеров «штундистов». Проханов переехал в Петербург, где устроился в электротехническую компанию Вестингауза. Здесь он, несмотря на цензуру, сумел издать сборник богослужебных псалмов «Гусли» (автором некоторых из этих псалмов был сам Проханов).
31 августа 1901 года он женился на Анне Ивановне Казаковой, дочери христианина из Тифлиса. Она родила ему двух сыновей.
Руководство завода Вестингауз отправило Проханова в заграничную командировку в Америку, где он провёл около двух лет. По возвращении в Петербург он активно включился в движение евангельских христиан (пашковцев). В течение нескольких лет Иван Проханов возглавил движение.
В 1916 году судебный орган Петрограда обвинил Проханова в создании революционной организации, под которой подразумевался ВСЕХ. Началось судебное преследование, приостановившееся из-за перегруженности правоохранительных органов после убийства Григория Распутина.
После революций, в годы Гражданской войны, умерла жена Проханова, а в 1926 году трагически погиб младший сын Всеволод, однако Иван Степанович не оставил руководство ВСЕХ. Дважды он подвергался арестам и по нескольку месяцев содержался в концлагере и тюрьме — в 1921 и 1923 годах.
В 1923 году в составе делегации из России Проханов принял участие во Всемирном конгрессе баптистов в Стокгольме. В 1924 году он совершил поездки в Чехословакию, Германию, Данциг (в то время — вольный город), Финляндию. В Праге он был рукоположён в священники.
С мая 1925 года по ноябрь 1926 года Иван Проханов пребывал в США и Канаде, где искал возможности поставить для верующих СССР духовную литературу. По предположению историка Вильгельма Кале, заграничным поездкам Проханова способствовало стремление Советской власти к устранению последствий Гражданской войны и международного бойкота, смягчению негативного отношения к СССР и расширению зарубежных связей. В 1927 году Иван Проханов совершил серию поездок по Южной России, Кавказу и Сибири, в том числе в поисках места для строительства Евангельска.

### Эмигрантский период
В мае 1928 года Проханов легально выехал из СССР прежде всего для участия во Всемирном конгрессе баптистов в Торонто, а также в поисках зарубежных источников финансирования. Он намеревался возвратиться в СССР «не более, чем через год», однако он так и не вернулся. Существует версия, что он не получил разрешения на обратный въезд, но сам Иван Проханов утверждал, что решение остаться в эмиграции было принято им самостоятельно. Во время его пребывания в Германии было опубликовано постановление ВЦИК и СНК РСФСР «О религиозных объединениях» от 8 апреля 1929 г. В автобиографической книге «В котле России» Проханов вспоминал, что получил из СССР письма с рассказами о страданиях верующих и просьбами о помощи. «Я понял, что это была воля Божья остаться за границей, чтобы попытаться организовать постоянную помощь страждущим во время этих гонений», — писал он.
Ещё два года Проханов оставался председателем Всероссийского союза евангельских христиан (ВСЕХ), в 1931 году председателем Союза был избран его соратник Я. И. Жидков, а Проханов стал «почётным председателем» (и продолжал оставаться в этой формальной должности до конца жизни). По мнению историка Вильгельма Кале, титул «почётного председателя» свидетельствовал, что советские верующие не осуждают его за эмиграцию. Сохранявшиеся связи с Союзом евангельских христиан, забота о верующих в СССР, побуждали Проханова воздерживаться в эмиграции от антисоветских выступлений и положительно отзываться о Советской власти. Как отмечал Кале, тем самым Иван Проханов принёс больше пользы, чем если бы продолжал оставаться в СССР номинальным главой разогнанного Союза. Так, в отличие от ликвидированного в 1930-е годы Федеративного союза баптистов СССР, ВСЕХ продолжил своё формальное существование и в 1944 году на его базе был создан Всесоюзный совет евангельских христиан-баптистов).
В эмиграции И. С. Проханов продолжил литературно-публицистическую деятельность, а также занялся организацией Всемирного союза евангельских христиан. Последние годы жизни стали для Проханова временем странствий. Остановившись в 1929 году в Германии, он совершал поездки как внутри страны, так и по другим государствам Европы (в том числе Дании, Латвии, Польше). Осенью 1931 года — весной 1932 года он пребывал в США, откуда вернулся в Берлин, затем посетил Ригу. В октябре 1932 года Проханов вновь выехал в США, откуда вернулся в Берлин летом 1933 года. В конце этого года он вновь выехал в США, также посетив и Канаду. Некоторое время он лечился в США. Летом 1935 года он вернулся в Европу. По дороге он остановился на некоторое время у Софьи Ливен. Прочтя курс лекций, он вернулся в Германию, затем, несмотря на болезнь, совершил миссионерскую поездку в Болгарию.
Умер 6 октября 1935 года в Берлине.

## Мировоззрение и богословие

### Мировоззрение
Родившись в семье молокан, Проханов идентифицировал себя с гонимым христианским меньшинством, отождествляя страдания за свою веру со страданиями Христа. «Всё то, что я слышал о страдающих за веру от моего отца, бабушек, побудило во мне желание посвятить жизнь гонимым христианам и бороться за свободу совести», — писал он. В автобиографии Проханова заметна уверенность в особой миссии, предначертанной ему. «Божья цель заключалась в том, чтобы я был посредником, передатчиком его даров для нужд народа», — утверждал он.
Проханов не скрывал своих мессианских планов духовного (и как следствие — социально-политического) преобразования мира благодаря синергии евангельских верующих и действию Святого Духа. Он полагал, что всемирная революция Духа, восстанавливающая апостольское христианство, должна начаться в России, а затем охватить и преобразовать всю планету. Иван Проханов представлял Россию как «духовное кладбище или долину сухих костей» (Иез. 37:1-14) и ждал восстания — «это будет подлинное воскресение, духовное обновление и реформация».
Не случайно в издаваемом Прохановым журнале «Христианин» было опубликовано пророчество британского миссионера в Китае Хадсона Тэйлора: «в России произойдёт революция, которая приведёт к великому пробуждению на западе России; это пробуждение распространится по всей земле и тогда Господь придёт». Проханов считал, что начальная часть этого пророчества сбылась в революционных событиях 1905—1907 годов. Особую роль в пробуждении, по его мнению, должны были сыграть евангельские христиане Петербурга.
Ивану Проханову, по его собственному признанию, были близки социалистические убеждения: «я полностью симпатизировал всем этим идеалам и желал, чтобы они осуществились как можно скорее», — признавался он. Он не мог принять свойственного большевизму отрицания Христа и вообще религии; напротив, Проханов страстно желал наполнить происходящие при нём политико-экономические преобразования в России духовным христианским содержанием, по его замыслу именно христианство должно было сделать социализм совершенным, поскольку «при всей желательности и необходимости… коренных политических и экономических реформ… истинное обновление России возможно только при условии духовного возрождения и самоусовершенствования каждой отдельной личности». Лидеры русских баптистов расходились с ним во взглядах на этот вопрос, считая, что главное в христианском служении — не преобразование общества, но спасение душ, а «всё остальное приложится».
При этом христианский социализм Проханова был помещён в «модернистские и романтические рамки XIX столетия».

### Богословие
После того, как Проханов возглавил движение пашковцев, их богословие не претерпело изменений по принципиальным позициям: приверженность к Библии (при, возможно, иногда слишком буквалистическом её понимании), крестоцентризм (особое внимание вопросу искупления людей Христом на кресте), акцент на необходимости рождения свыше, а также активная социально-общественная позиция.
Проханов придерживался арминианской концепции спасения души (и эта концепция доминировала в целом в движении евангельских христиан). Догматическое богословие для Проханова играло второстепенную роль и служило инструментом для достижения главной цели — церковного строительства и миссионерства.

#### Самоидентификация по отношению к баптизму
Много споров вызывает вопрос об идентификации Прохановым движения евангельских христиан и себя лично по отношению к баптизму. Крещённый в баптистской общине, после переезда в Петербург Проханов влился в движение пашковцев (позднее при его активном участии эволюционировавшем в движение евангельских христиан). Он не принимал личного участия во Втором Всемирном конгрессе баптистов в Торонто в 1911 году, однако прислал туда своей реферат «Обзор России», в котором определил евангельских христиан как «искренних баптистов». На этом конгрессе Проханов заочно был избран одним из шести вице-президентов Всемирного союза баптистов.
До середины 1920-х годов Проханов пытался объединить всероссийские союзы евангельских христиан и баптистов. Несмотря на встречное движение со стороны лидеров баптистов, это объединение при жизни Проханова так и не состоялось (остатки союзов были объединены в единую конфессию евангельских христиан-баптистов только в 1944 году). Неудачи привели к тому, что с середины 1920-х годов Проханов дистанцировался от баптистов и пытался сформулировать новую идентификацию в русле петербургской евангелической традиции.

## Руководство евангельским движением

### До февральской революции
В 1905 году Проханов в полной мере включился в евангельскую деятельность. Он организовал и возглавил в Петербурге отдельную общину евангельских христиан, костяком которой стала верующая молодёжь, ранее отделившаяся от общины, возглавляемой Иваном Каргелем. Софья Ливен так описывала разницу между этими общинами: «Брат Каргель стремился главным образом углубить верующих в познании Господа и Его Слова, а брат Проханов призывал своих членов к деятельному участию в общинной жизни: он организовал союз молодёжи, хор и прочее».
В том же 1905 году вместе с меннонитом Петром Фризеном и баптистом Николаем Одинцовым Проханов создал первую в России евангельскую политическую партию «Союз свободы, истины и мира». Её концепция была близка к кадетской, её главным лейтмотивом являлась альтернатива неприемлемому для евангельских протестантов пути насильственного свержения власти (события происходили во время революции 1905—1907 годов). Партия просуществовала до 1906 года, ничем особым в истории не отметившись.

#### Создание Русского евангельского союза
В 1906 году Проханов занялся организацией Русского евангельского союза (РЕС) — межденоминационной организации, которая объединяла бы христиан не на уровне конфессий или поместных церквей, а на уровне отдельных верующих. Членство в союзе не предполагало оставление христианами своих деноминаций (православные оставались бы православными, баптисты — баптистами и т. д.). На этом принципе был построен Всемирный евангелический альянс, с представителями которого Проханов познакомился во время своей учёбы в Европе. Собственно Русский евангельский союз создавался как российский аналог, или как национальное отделение альянса.
Русский евангельский союз рассматривался Прохановым в качестве «духовного двигателя» для преобразования России и всего мира. Однако этого не произошло: хотя РЕС был даже официально зарегистрирован в 1909 году, он остался на периферии общественного внимания. В организацию вошли порядка ста христиан разных сословий (от рабочих до аристократов) и разных исповеданий. Союз проигнорировала Русская православная церковь, а среди лидеров русских баптистов созданная Прохановым структура вызвала противоречивые отклики, в том числе и негативные. Например, известный миссионер Андрей Мазаев писал в журнале «Баптист»: «Это уже совершенно непонятно, и всякий ум отказывается понимать этот ужасный союз… в одно и то же время состоять членом церкви баптистов или православных и в то же время быть членом евангельского союза. — Может ли из одного источника истекать вода соленая и сладкая? Может ли один раб служить двум господам?»

#### Организация молодёжного движения
Одновременно с созданием Русского евангельского союза Проханов занялся организацией Союза христианской молодёжи, объединяющего юношеские кружки при евангельских церквях. После подготовительной работы в апреле 1908 года в Москве собрался Первый съезд представителей юношеских кружков, а в 1909 году в Петербурге — Второй съезд, который принял Устав «Евангельского союза христианской молодёжи». Председателем Союза был избран Проханов, секретарём — Яков Жидков.
В 1920-х годах, после окончания Гражданской войны, движение (которое тогда называли «Христомолом») обрело значительный размах и вызвало беспокойство властей. «Мы должны повести решительную борьбу с сектантством за нашу молодёжь, за детей», — призывал пропагандист Александр Клибанов. В 1926 году, в период ужесточения политики государства в отношении религии, молодёжное движение было запрещено, а в годы сталинских репрессий — окончательно раздавлено.

#### Создание ВСЕХ
К 1911 году Иван Проханов объединил общины евангельских христиан в Петербурге, Севастополе, Симферополе, Ялте, Екатеринославе, Конотопе, Киеве, Одессе, Александровске, Харькове, Николаеве, Самаре.
Второй съезд евангельских христиан (25.12.1910 — 4.01.1911) учредил Всероссийский союз евангельских христиан (ВСЕХ), утвердил представленные Прохановым устав Союза и официальное вероучение (с которым заранее ознакомились в поместных общинах). Вероучение, в числе прочего, утвердило необходимость исключительно сознательного крещения, а крещение младенцев отвергло, как недействительное. Таким образом было устранено ранее допустимое в среде евангельских христиан разномыслие по вопросу, принципиальному для баптистов. Это позволило в 1911 году на Всемирном конгрессе баптистов принять ВСЕХ в члены Всемирного баптистского альянса, а самому Ивану Проханову — стать вице-президентом Всемирного баптистского альянса.
В то же время Проханов не оставил надежд на создание объединённого фронта евангельских вероисповеданий и продолжил попытки объединения евангельских христиан с русскими баптистами, с дальнейшей перспективой присоединения других близких евангельских течений.
Тем временем в России после так называемого «дарования религиозных свобод» в 1905—1906 годах нарастала новая волна государственного преследования протестантов. В результате деятельность обоих союзов (евангельских христиан и баптистов) оказалась наполовину парализованной, например, не разрешалось проведение съездов. Несмотря на преследования, численность евангельских христиан к 1917 году достигла 150 тыс. человек.
|   | Время создания | Прекращение деятельности | Название                                 | Комментарий |
| - | -------------- | ------------------------ | ---------------------------------------- | --- |
| 1 | 1905           | 1906                     | Союз свободы, истины и мира              | Первая христианская евангельская политическая партия в России. Организована совместно с меннонитом Петром Фризеном и баптистом Николаем Одинцовым.                              |
| 2 | 1907           | 1912                     | Русский евангельский союз                | Межконфессиональная христианская организация, созданная Прохановым совместно с другими христианами по типу Всемирного евангелического альянса. Проект оказался нежизнеспособен. |
| 3 | 1909           | 1920-е                   | Союз христианской молодёжи               | Централизованная организация, объединявшая кружки молодёжи при церквях евангельских христиан.                                                                                   |
| 4 | 1911           | 1944                     | Всероссийский союз евангельских христиан | Конфессиональный союз евангельских христиан, выстроенный Прохановым. В 1944 году на его основе был создан ВСЕХБ.                                                                |
| 5 | 1917           | 1917                     | Партия «Воскресение»                     | Христианско-демократическая партия. Организована по личной инициативе Проханова.                                                                                                |
| 6 | 1935           |                          | Всемирный союз евангельских христиан     | Конфессиональный союз евангельских христиан в эмиграции, создатель — лично Проханов.                                                                                            |

### Между революцией и эмиграцией
Проханов поддержал февральскую революцию и уже в марте 1917 года создал христианско-демократическую партию «Воскресение». Проханов и евангельские христиане предложили Временному правительству ряд инициатив в области установления в стране свободы совести.
Сразу после прихода к власти большевиков Проханов, в отличие от баптистов, удержался от публичных негативных высказываний в адрес новой власти, а впоследствии искал компромиссы с ней.
Благодаря падению монархии российские протестанты получили возможность расширить миссионерскую деятельность. «От города к городу, от села к селу, от деревни к деревне», — под таким девизом рассылались по стране проповедники. После революции были предприняты новые попытки объединения баптистов и евангельских христиан в одну конфессию, Проханов активно участвовал в этом процессе. Однако стороны не смогли договориться в деталях, что к середине 1920-х годов привело к охлаждению в отношениях двух Союзов.

#### Коммуны
Социальные и экономические условия после революций 1917 года способствовали распространению идеи трудовой общинной жизни. Этот процесс усугублялся массовой миграцией горожан в деревню из-за голода и нехватки продовольствия. Богословская и теоретическая база для христианской кооперации была создана Иваном Прохановым в брошюре «Евангельское христианство и социальный вопрос» (1918 год) и в программной статье «Новая, или Евангельская жизнь» (1925 год).
В 1918 году в Рязанской губернии возникли коммуны «Вифания» и «Пробуждение», в Тверской губернии — «Гефсимания», «Вифания» и «Утренняя Звезда», кроме того коммуны стали возникать в Новгородской, Брянской, Енисейской и других губерниях. На первых порах этот процесс поддерживался партийно-хозяйственным руководством страны, рассчитывавшим на положительный экономический эффект от использования «значительных хозяйственно-культурных элементов».
Помимо земледельческих коммун в сельской местности, протестантская экономическая кооперация развивалась и в городах, чему способствовал нэп. Христианские артели и кооперативы занимались строительством, изготовлением хлеба и кондитерских изделий, пошивом одежды и обуви, организацией общественного питания и т. д.
Курс Советской власти по отношению к христианским коммунам и артелям поменялся в середине 1920-х, а к началу 1930-х движение было полностью свернуто.

#### «Евангельский клич»
Ещё до начала Первой мировой войны Проханов рассматривал евангельское движение как катализатор грядущей реформации Русской православной церкви. После победы большевиков она стала стремительно терять влияние, одновременно фрагментируясь на несколько движений. В стране образовался духовный вакуум, который Проханов решил использовать для своей цели. Летом 1922 года, вскоре после ареста патриарха Тихона, Проханов опубликовал 100-тысячным тиражом трактат «Евангельский клич» с адресованным иерархии РПЦ и обновленческой «Живой Церкви» призывом о реформации.
В частности, он предлагал устранить учение о посредничестве между Богом и человеком кого-либо, кроме Иисуса Христа (святых, Девы Марии), отменить использование икон, мощей и т. д., отменить церковную иерархию и деление христиан на священство и мирян и прочее. Традиционные православные практики Проханов сравнивал с «пеленами», при освобождении которых РПЦ и другие православные группы обретут новый облик. При этом обновленческие реформы, по его мнению, имели неполный, половинчатый характер. Призыв не ремонтировать духовный дом лишь снаружи, а возводить новое духовное здание, Проханов подкрепил обещанием поддержки Евангельской церкви.
Статья вызвала неоднозначную реакцию (как среди православных, так и протестантов, например, вызвав отторжение у лидеров русских баптистов), однако подвигла на конкретные действия часть православного духовенства, включая совместные богослужения представителей разных исповеданий, одно из которых описал в своих мемуарах Владимир Марцинковский. В частности, инициативу Проханова поддержал один из лидеров обновленчества епископ Антонин (Грановский). Выступление Проханова в марте 1923 года на съезде другой обновленческой группы «Союз общин древлеапостольской церкви» (возглавляемой протоиереем Александром Введенским) вызвало противоречивую реакцию, однако в целом благожелательное отношение к евангельскому лидеру сохранилось.
Добившись ограниченной поддержки обновленцев, Проханов не остановился в своих намерениях реформировать христианство. В сентябре 1922 года он опубликовал новое воззвание «Голос с Востока», адресованное уже «всем христианским церквам и вероисповеданиям в России и на всем земном шаре». В нём он напомнил об ужасах Первой мировой войны и роли, которую в ней играло духовенство исторических церквей: «Православное духовенство благословляло русскую армию, англиканское духовенство — английскую армию, лютеранское духовенство — германскую, католическое духовенство — французскую армию». Повторив основные тезисы «Евангельского клича» (необходимость отказа от церковных преданий и посреднической роли духовенства между Богом и человеком), он призвал ко «всемирной реформации» под лозунгом: «назад ко Христу, назад к Евангелию, назад к первохристианству», в результате чего должна появиться «Вселенская Первохристианская Церковь».
По мнению историка-богослова Владимира Попова, действия Проханова хотя и носили слишком прямолинейный и во многом утопичный характер, однако способствовали масштабному общению протестантов-евангеликов с православными, избавлению от многих стереотипов и предубеждений, укреплению протестантизма в России.

#### Отказ от пацифизма
В 1922—1924 годах Советская власть развернула борьбу с пацифизмом среди верующих (ранее пацифизм допускался, законодательство даже предусматривало возможность отказа от службы с оружием в руках по религиозным убеждениям, хотя на практике далеко не всем пацифистам удавалось получить такое разрешение). В Вероучении Ивана Проханова говорилось: «Мы признаем воинскую повинность, как оброк, но имеем общение с теми, кто иначе мыслит в этом вопросе»; а Вероучение Ивана Каргеля гласило: «Воинскую повинность мы отбываем по призыву законной власти, но молимся усердно о мире всего мира». Однако в результате кровопролитной Первой мировой войны, последовавших за ней двух революций и Гражданской войны пацифистские убеждения среди верующих заметно усилились.
Борьба с пацифизмом среди протестантов являлась одной из задач, стоявших перед Антирелигиозной комиссией при ЦК РКП(б) — ВКП(б). 5 апреля 1923 года Проханов был повторно заключен на четыре месяца в тюрьму за распространение воззвания «Голос с Востока», в котором имелось утверждение пацифистского характера.
За время заключения чекистам удалось заставить Проханова признать военную службу по призыву обязательной для советских евангельских христиан и стать одним из подписантов опубликованного в газете «Известия» антипацифистского воззвания. После своего освобождения, в ходе 9-го съезда евангельских христиан (проходил 1—10 сентября 1923 года), Проханов, несмотря на недовольство части верующих, добился признания воинской обязанности большинством голосов участников съезда. Действия Проханова привели к брожению среди верующих, ряд общин вышли из ВСЕХ и примкнули к баптистам.

#### Евангельск
В 1926 году Проханову удалось получить разрешение на основание христианского города-коммуны Евангельск (другое название — город Солнца). В августе-сентябре 1927 года Иван Проханов с группой единомышленников совершил экспедицию в Сибирь. На Алтае, в месте где Бия и Катунь, сливаясь, образуют реку Обь, они выбрали площадку под строительство Евангельска. Проханов совершил здесь символическую посадку саженцев кедра и американского клёна, а также провёл богослужение.
Из-за приближения холодов начало строительства было перенесено на следующий год. Однако за это время произошло ужесточение государственной политики в отношении протестантов. На заседании Политбюро ЦК ВКП(б) 17 мая 1928 года выступил И. В. Сталин с сообщением о «вопиющем факте» разрешения переселенческого отдела Наркомзема РСФСР на организацию в Сибири «религиозного города». После недолгого разбирательства реализация проекта была заморожена, а Проханов вскоре покинул страну.

### В эмиграции
Ещё до своей эмиграции во время заграничных поездок Проханов организовал из евангельских христиан-эмигрантов заграничные отделы ВСЕХ в Латвии, Эстонии, Польше, Германии и США. Оказавшись в эмиграции, Иван Проханов приступил к созданию на их основе Всемирного союза евангельских христиан, посвятив этому последние годы жизни.
В опубликованном после смерти Проханова «Общем завещании» содержалось указание после создания Всемирного союза евангельских христиан поставить председателем и заместителем сотрудников миссии «Свет на Востоке» Якова Крекера и Вальтера Жака вследствие того, что в годы эмиграции Проханов не нашёл сотрудников, способных нести это служение. Тем не менее Союз был создан в 1937 году, уже после смерти Проханова.

### Поэтическо-музыкальная деятельность
Проханов является автором богослужебных псалмов, имеющих вероучительный характер. Он написал и издал 1233 стихотворения духовного содержания, ещё 210 остались неизданными.
Иван Проханов рассматривал духовные песнопения как важную часть церковного богослужения и как один из главных компонентов формирования конфессиональной идентичности. При создании псалмов он уделял большое внимание и содержанию текста, и мелодии. C одной стороны, Проханов стремился к использованию лучших образцов иностранной церковной музыки, с другой — к созданию оригинального стиля, сочетающего радость евангельской вести и русскую национальную музыкальную традицию. К музыкальному оформлению он привлекал евангельских композиторов Альберта Кеше, Николая Казакова, Григория Драненко, Каролиса Инкиса. Для обеспечения высокого уровня псалмов при ВСЕХ была создана специальная комиссия, куда вошли люди с высшим музыкально-теоретическим образованием. Творческий труд Ивана Проханова способствовал появлению нового направления русской музыки.
Его работа увенчалась изданием в 1927 году трёхтомного «десятисборника» (то есть в итоговый сборник вошли гимны из 10 предыдущих песенников, выпущенных с 1902 года).

### Публицистика и издательская деятельность
|                     |                          |                              |                          |                            |
| Журнал «Христианин» | Журнал «Братский листок» | Журнал «Молодой виноградник» | Газета «Утренняя Звезда» | Журнал «Евангельская вера» |

Важным направлением деятельности для Проханова было издание духовной литературы. В разные годы он редактировал и издавал христианские журналы «Беседа» (вместе с братом Александром), «Сеятель», «Христианин», «Братский листок», «Молодой виноградник», «Детский друг», а также газету «Утренняя Звезда». Многие материалы в них он написал сам. Уже в эмиграции он издавал журнал «Евангельская вера».
Проханов стал главным редактором издательства «Радуга», снабжавшего евангельские общины России духовной литературой. Само издательство располагалось на Украине, благодаря Проханову был открыт магазин в Санкт-Петербурге, что способствовало успеху миссии.
В эмиграции он написал и издал автобиографическое произведение «В котле России», где изложил свой взгляд на историю и перспективы движения евангельских христиан в России и СССР.
В 1926 году ему удалось получить разрешение, найти средства и издать в СССР 175 тысяч экземпляров Библий, Новых Заветов, песенных сборников и другой духовной литературы.
| Номер | Время создания | Время выхода               | Название | Цель                                                                       |
| ----- | -------------- | -------------------------- | --- | -------------------------------------------------------------------------- |
| 1     | 1909           | 1920-е                     | Изложение евангельской веры, или Вероучение евангельских христиан (Вероучение Проханова)                                                           | Догматическое учение евангельских христиан                                 |
| 2     | 1911           | 1911                       | Закон и вера: Руководство к устройству религиозных собраний, легализации и управлению всеми гражданскими делами общин, отделившихся от православия | Правовая помощь верующим и церквям                                         |
| 3     | 1918           | 1918                       | Евангельское христианство и социальный вопрос | Теоретическая база христианской экономической кооперации и создания коммун |
| 4     |                | 1969                       | Краткое учение о проповеди. Опыт Евангельской гомилетики                                                                                           | Подготовка проповедников                                                   |
| 5     | 1933           | 1933 (на английском языке) | In the cauldron of Russia (В котле России) | Автобиография. Обзор евангельской истории России                           |

### Образовательная деятельность
Иван Проханов уделял большое внимание вопросу подготовки проповедников и миссионеров. При первой же возможности (как только позволяла внутриполитическая ситуация в стране), Проханов и его соратники принимались за создание проповеднической школы. С 1905 года при Санкт-Петербургской общине периодически действовали шестинедельные курсы проповедников, куда допускали не только евангельских христиан, но и баптистов. Постоянным преподавателем курсов был богослов Иван Каргель, для преподавания также привлекались Павел Николаи, Александр Максимовский, Владимир Оффенберг, сам Иван Проханов и др.
В 1913 году Проханову и его соратникам удалось добиться открытия в Петербурге двухгодичных курсов проповедников. Эти курсы фактически стали первой протестантской богословской школой в России с обучением на русском языке. Однако в 1914 году — с началом Первой мировой войны и очередным ужесточением политики государства в отношении протестантов — эти курсы были закрыты. Вновь они открылись уже в 1922 году. До 1925 года курсы были краткосрочными и нерегулярными, а с 1925 года — стали годичными и регулярными. Они продолжали действовать до 1929 года, когда были ликвидированы в ходе сталинских репрессий в отношении евангельских христиан и баптистов, за 4 года подготовив около 400 проповедников.

## Семья
- Брат Александр с женой
- Брат Василий с женой (1930-е годы)
- Жена — Анна Ивановна
- Проханов с сыновьями Ярославом и Всеволодом

### Братья
Вместе с Прохановым росли два брата, Александр и Василий. Иван был старшим. В отличие от отца и Ивана, младшие братья остались молоканами по вере.
Александр после Дерптского университета обучался медицине в Париже, там же посещал Протестантский богословский факультет. Вернувшись на Кавказ, работал врачом, основал «Общество образованных молокан» (пытавшееся примирить религиозную веру с дарвинизмом), издавал молоканский журнал «Духовный христианин» (основными темами которого были апологетическая полемика с баптизмом и жёсткая богословская критика Библии), написал несколько богословских трудов. Кроме того, Александр Степанович учредил во Владикавказе «Прохановское Кредитное Товарищество», кредитовавшее малый бизнес молокан, евангельских христиан и баптистов. Прибыль направлялась на благотворительные цели. Умер в 1912 году от сыпного тифа, которым заразился в больнице, исполняя свой врачебный долг. Современный писатель-публицист А. А. Проханов является его внуком.
Василий, также получив хорошее образование, занимался коммерцией, поддерживал «Прохановское Кредитное Товарищество». После революции 1917 года, лишившись состояния, эмигрировал в Европу, где окончил 4-летний богословский курс свободного Евангельского братства в Германии. Перед Второй мировой войной переехал в США, где предпринимал попытки сблизить русских эмигрантов — молокан и евангельских христиан: «я стремлюсь теперь применить остаток своей жизни для продолжения дела моих братьев, и моего с ними общего идеала жизни».

### Жена и сыновья
С будущей женой Анной Ивановной Проханов познакомился в начале 1901 года в Тифлисе. В том же году они поженились. По его воспоминаниям, она была доброй христианкой, «имела ангельский характер, была очень красивой, богатой и хорошо образованной. Она могла говорить по-английски, по-французски и по-немецки. И ко всему этому она была очень талантливой музыкантшей».
У них родилось двое сыновей: Ярослав и Всеволод. Выбор имён объяснялся интересом отца к русской истории. Иван Проханов стремился дать им хорошее образование: сыновья посещали гимназию немецкой реформатской церкви в Петербурге, которую отец считал одной из лучших в городе. Там они изучали немецкий язык, а английский и французский — учили частным образом. Кроме того, для обучения их английскому Проханов пригласил из Лондона христианскую гувернантку, которая стала жить вместе с ним.
По воспоминаниям Проханова, в мае 1919 года, когда Петроград пребывал в состоянии красного террора и военного коммунизма, его жена и сыновья выехали в Тифлис, где жили родители жены, а условия были лучше. Сам Проханов остался в Петербурге, чтобы продолжать служение во ВСЕХ. Из-за болезни старшего сына Ярослава и перекрытия дороги военными поездка семьи затянулась и 30 июля 1919 года жена Проханова скончалась во Владикавказе от азиатской холеры, так и не доехав до Тифлиса. Сыновья некоторое время жили с семьёй брата отца Василия, затем — с родителями жены. Как сообщает Проханов в своей автобиографии, в 1921 году его сыновья вернулись в Петроград и включились в христианское служение. В 1926 году младший сын Всеволод трагически погиб в результате неосторожного обращения с оружием.
Старший сын Ярослав стал ботаником. В 1938 году, после эмиграции и смерти отца, он был арестован по обвинениям по статьям 58-10 и 58-11. В 1939 году уголовное дело в отношении Ярослава было прекращено за отсутствием состава преступления.

## Смерть
По воспоминаниям соратников Проханов обладал удовлетворительным здоровьем. Он отличался энергичностью, крепкими нервами, силой воли и исключительной трудоспособностью. Иногда от переутомления у него возникали временные проблемы с работой сердца. В 1929 году выяснилось, что Проханов страдает лёгкой формой сахарного диабета. В 1934 году в Нью-Йорке он неделю провёл в клинике, лечась от него. Когда в июне 1935 года он вернулся из Америки в Европу, его соратники обратили внимание, что Иван Степанович ослаб и постарел за последнее время.
В сентябре 1935 года он по просьбе болгарского проповедника Митко Матеева совершил двухнедельную поездку в Болгарию. Здесь Проханов выступал в различных городах с проповедями, участвовал в собраниях евангельских общин Софии и Пловдива, присутствовал на Первом болгарском съезде евангельских христиан, на котором был учреждён их национальный Союз. Незадолго до этой поездки у Ивана Степановича разболелась нога. Врач констатировал, что нарыв на ноге связан с диабетом. Перед поездкой опухоль спала. Однако в Болгарии нога вновь воспалилась, появился второй нарыв. По возвращении в Германию Проханов по настоянию врача лёг в клинику, — сначала в частную, затем при дальнейшем ухудшении — в евангельскую больницу имени Мартина Лютера. Врачи обсуждали вопрос об ампутации ноги, но из-за диабета, осложнившегося воспалением лёгких, не решились проводить.
В больнице его регулярно навещали члены Берлинской общины евангельских христиан и другие соратники. 4 октября он попрощался с посетившими его единоверцами и попросил исполнить ему гимн «За евангельскую веру!» После этого он практически не выходил из состояния забытья и тихо скончался утром 6 октября.

### Захоронение
Похороны были отложены на 5 дней в надежде на приезд верующих из Москвы, однако через несколько дней от руководителей Всесоюзного совета евангельских христиан пришли телеграммы с соболезнованиями и сообщение, что приехать они не смогут. В траурных мероприятиях принимали участие личные друзья, члены берлинской общины евангельских христиан, представители миссионерского союза «Свет на Востоке», представители Всемирного евангелического альянса. Представителей русских баптистов (в том числе находящихся в эмиграции) не было, некоторые наблюдатели сочли это проявлением чувства соперничества в отношении Проханова.
Погребение состоялось 11 октября на старинном протестантском кладбище общины Святой Троицы в  Кройцберге (одном из центральных районов Берлина). В 1945 году при штурме Берлина это кладбище пострадало от уличных боёв, в надгробие Ивана Проханова попала пуля. В послевоенное время среди верующих неоднократно обсуждался вопрос о перезахоронении Проханова на Родине, однако эти планы не были реализованы. В 2010-х годах, по неподтверждённым данным из соцсетей, по участку кладбища, где находилась могила, был проложен автобан.
Свой личный архив и имущество Проханов завещал вернуть в Советский Союз, однако во время Второй мировой войны они были утрачены.

## Оценки
По мнению историка Вильгельма Кале, большое значение личности Ивана Проханова в истории российского протестантизма бесспорно, но его роль до сих пор не до конца понята и оценена. Его ставят в один ряд с такими «отцами» русско-украинского евангельского протестантизма, как Василий Пашков, Модест Корф, Гренвилл Редсток, Никита Воронин, Иван Рябошапка.
Однако споры не утихают. Некоторые сторонники строго баптистского понимания протестантизма считают, что Проханов нанёс ущерб единству евангельского движения. Некоторые указывают на его стремление ладить со всеми неоднократно менявшимися в России властями и тем самым обвиняют в оппортунизме, не принимая во внимание его достижений в созидании Церкви. Ещё один распространённый упрёк — в умении Проханова представить себя публично в выгодном свете. Он потерял многих друзей (особенно среди христиан Запада) из-за того, что его просьбы о материальной помощи для евангельского движения в России, для Союза евангельских христиан, звучали «слишком пронзительно и слишком беззащитно». В то же время для большого количества верующих Иван Проханов является духовным авторитетом и они вспоминают о нём с благодарностью.
По мнению Татьяны Никольской, без творческого наследия Проханова «невозможно представить дальнейшее развитие протестантизма в России». Никольская отметила, что «Проханов не был лишён недостатков, но другого исторического лидера подобного масштаба у нас нет».

## Память
Деятельности Проханова посвящено значительное количество книг и статей, авторами которых являются как евангельские христиане, так и исследователи, не являющиеся христианами-протестантами. В связи с его юбилеями в некоторых евангельских церквях и объединениях церквей проводятся памятные мероприятия. В 2009 году христианским центром «Логос» изданы труды Проханова в двух томах.
Одну из легенд о Проханове пересказал историк Вильгельм Кале, услышавший её от посетившего СССР путешественника. Якобы в 1924 году тяжело больной вождь большевистской революции В. И. Ленин незадолго до смерти просил позвать к нему Проханова, чтобы вместе помолиться. Кале услышал этот рассказ за несколько лет до выхода своей книги о Проханове (1978 год), однако предположил, что это старая легенда.
В феврале-мае 2019 года в России отметили 150-летие Проханова. В преддверии руководители евангельских деноминаций России и представитель Церкви адвентистов седьмого дня подписали особую декларацию, в которой подчеркнули вклад Проханова в отечественную историю и призвали к участию в праздновании юбилея. В Институте Европы РАН прошла посвящённая Проханову международная научная конференция «Историческая, культурная и социальная роль протестантизма в России и Европе», а в Общественной палате РФ — конференция «150-летие И. С. Проханова — признанного российского религиозно-общественного деятеля начала XX века». В Московской центральной церкви ЕХБ состоялось праздничное богослужение.

## Комментарии
1. ↑  Вопреки частому утверждению, что ординацию совершали представители чешских братьев, акт рукоположения[1] говорит о «представителях Братского союза Хельчицкого, который является ветвью Всемирного союза баптистов, и пресвитерах Чешско-братской евангелической церкви».
2. ↑  Присоединение некрещённых к баптистским общинам происходит через водное крещение.
3. ↑  Никольская Татьяна Кирилловна — к. и. н., старший преподаватель СПбХУ, автор ряда научных работ по истории протестантизма.